# Maria de Vasconcelos (gestora)
Maria V. da Cunha Barreiro Pestana de Vasconcelos (Cascais, Estoril, 27 de Julho de 1961), mais conhecida como Maria de Vasconcelos é especialista em marketing e comunicação.

## Biografia
Licenciada em gestão de Marketing, co-editou nos finais de 2006, na editora Presença o livro Gestão de Crise e em Outubro de 2008, com a editora Plátano o Manual de Comunicação Empresarial.